# 誰かが君を想ってる
「誰かが君を想ってる」（だれかがきみをおもってる）は2005年11月9日に発売されたSkoop On Somebodyの27枚目のシングル。

## 概要
表題曲「誰かが君を想ってる」はアニメ『エンジェル・ハート』のエンディングテーマ。
ライブで好評だった崎谷健次郎の代表曲「もう一度夜を止めて」のカバーをカップリングに収録した。
アルバム「Pianoforte」には、「funktasia version」と題し、SOULOGICによるアレンジヴァージョンが収録された。
ミュージック・ビデオは大さん橋ホールにて撮影された。

## 収録曲
1. 誰かが君を想ってる　（4:27）
  - 作詞：SOS　作曲：SOS・土肥真生　編曲：土肥真生・SOS
2. もう一度夜をとめて （3:58）
  - 作詞：秋元康　作曲：崎谷健次郎　編曲：土肥真生